# 일렉톤

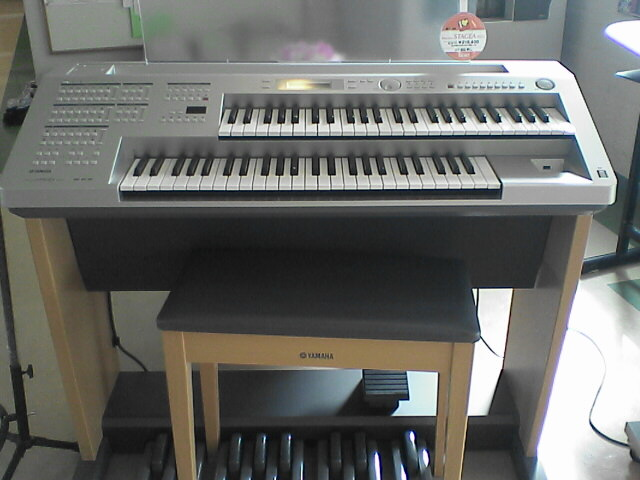
STAGEA mini

일렉톤(Electone)은 야마하의 전자 오르간이다.
1958년 일본 악기제조주식회사인 야마하가 개발하여 완전 트랜지스터화한 세계 최초의 전자 오르간이다. 음원회로(音源回路)는 12개의 주발진기와 분주기(分周器)로 구성되어 있고, 가장 높은음넓이 옥타브의 12음의 진동수를 분주기로 차례로 1/2씩 낮추어 모든 음넓이의 진동수를 얻는다. 전기진동은 건반에 따라 움직이는 개폐회로를 통하여 음색을 선택하는 턴태블릿(스톱)과 연동되는 음색회로로 보내져서 현, 플루트 등의 파형(波形)으로 변형된다. 변형된 전기진동은 음향조정을 위한 익스프레션 페달에 연동되는 증폭회로에서 증폭된 뒤 스피커로 내보낸다. 진동수 변조를 통한 비브라토 진폭변조로 만돌린의 효과, 백색잡음(白色雜音)을 이용한 타악기 효과 등 독자적인 장치가 있다. 종류도 61건반 2단의 손건반, 32건반의 발건반을 가진 풀스케일형으로부터 53건반의 포터블형에 이르는 여러 가지가 있다.
일본의 대표적인 손수제작물서비스인 '니코니코 동화'를 통해 '캐리비안의 해적'의 메인테마인 'He's Pirate'의 메인테마를 혼자서 엘렉톤으로 연주하는 영상이 올라오는 것을 보면 알 수 있듯이 엘렉톤의 표현력에 연주자의 실력이 더해지면 혼자서 오케스트라를 지휘하는 듯 한 연주가 가능하다. 이는 2단 건반을 통해 일시에 표현할 수 있는 악기의 종류가 많아진다든가, 발건반으로 리듬을 함께 연주할 수 있는 엘렉톤만의 특성에 기인하고 있다.
한국에는 야마하뮤직코리아를 통해 정식 발매되고 있으며, 서울 지역에 다수의 교육센터를 운영, 일반인 사용자를 대상으로 한 교육을 실시하고 있다. 또 한편에서는 '엘렉톤'이라 칭하고 있다.